# 天苗加命
天苗加命（日语：アメノナエマスノミコト）乃日本神話中的神祇，亦是香取神宮的神職首座（大宮司、大禰宜）香取氏之祖神，別名為（天）苗益命、朝彥命及朝彥之命，《記紀》二書未見其記載。

## 概要
據《續群書類從》收錄之《香取大宮司系圖》記載，天苗加命乃經津主神之御子神（也有人說是兄神），現在為香取神宮攝社又見神社（亦稱若御兒神社）的主祭神；清宮秀堅所著《下總國舊事考》卷十三亦提及：「朝彥之命別名為苗加之命」。

## 信仰
在日本祭拜天苗加命的神社主要計有下述：
- 又見神社（千葉縣香取市）：香取神宮之攝社。

此外，和安房神社很接近的香取神社，據說原主祭神並非經津主神，而是隨著天富命（布刀玉命之孫神）來到此地的宇豆毘古（即槁根津彥神）。

## 內部連結
- 經津主神
- 香取神宮
- 布都御魂

## 外部連結
- （日語）又見神社